# Stilbohypoxylon moelleri
Stilbohypoxylon moelleri är en svampart som beskrevs av Henn. 1902. Stilbohypoxylon moelleri ingår i släktet Stilbohypoxylon och familjen kolkärnsvampar.   Inga underarter finns listade i Catalogue of Life.